# Polikarpov TIS
O Polikarpov TIS foi um caça pesado soviético projetado durante o início da década de 1940. Os projetos contemporâneos que competiam com ele na URSS incluíam o Grushin Gr-1, Mikoyan-Gurevich DIS e o Tairov Ta-3.
Apenas dois protótipos foram construídos, pois os motores que seriam utilizados provaram ser muito inseguros para entrar em produção, faltando também ao fabricante do motor os recursos necessários para correção dos problemas.
O segundo protótipo se acidentou em Setembro de 1944 e o programa foi cancelado após a morte de Nikolai Nikolaevich Polikarpov, projetista chefe de sua epônima OKB, antes naquele ano.

## Projeto e desenvolvimento
A solicitação original de um caça de escolta pesado (em russo:  Tyazholyy Istrebitel' Soprovozhdeniya) foi recebido pela Polikarpov em Novembro de 1938, mas a pressão de trabalho com o I-180 e os protótipos SPB preveniram que qualquer projeto significativo fosse realizado até o terceiro trimestre de 1940. Mikhail Yangel foi designado projetista chefe, mas seu trabalho foi complicado por mudanças múltiplas na tarefa da aeronave, saindo de caça de escolta para interceptador, bombardeiro de mergulho e eventualmente para reconhecimento aéreo.
O protótipo, designado internamente como TIS "A", de asa baixa, construído inteiramente de metal, monoplano cantilever com dois motores Mikulin AM-37 e uma cauda dupla. A fuselagem monocoque vinha equipada com quatro metralhadoras ShKAS de 7,62 mm no nariz, cada uma com 1.000 cartuchos. O piloto e o atirador/operador de rádio sentavam-se de costas para o outro, separados por uma placa de metal. O atirador tinha uma ShKAS dorsal em um TSS-1 com 750 cartuchos que poderia ser usado quando o canopy era movido para frente. Ele também tinha uma ShKAS ventral montada abaixo do chão blindado que podia ser acessada ao abrir uma escotilha no chão e se deitando para atirar com as metralhadoras. A arma ventral possuía 500 cartuchos. Uma metralhadora UBK de 12.7 mm com 400 cartuchos e um canhão ShVAK de 20 mm com 350 cartuchos eram montados em cada raiz da asa. Sob a asa havia dois pilones, cada um capaz de carregar uma bomba de 500 kg FAB-500. A asa possuía slats automáticos e quatro flaps do tipo "split", separado pelas naceles dos motores. O trem de pouso retraía para a parte traseira das naceles, assim como a bequilha retraía para a fuselagem.
O protótipo 'A' voou pela primeira vez em setembro de 1941 e atingiu uma velocidade de 555 km/h (300 kn) a uma altitude de 5 800 m (19 000 ft). Sofreu de falta de estabilidade direcional e os motores não eram confiáveis e vibravam acima de 5 000 m (16 400 ft). A Fábrica nº 51 tentou corrigir o problema de estabilidade no fim de setembro ao aumentar a área das aletas traseiras, mas sem sucesso. Os testes de voo continuaram em Outubro em Novosibirsk, para onde o Instituto de Voo Gromov (em russo:  Лётно-исследовательский институт — Instituto de Pesquisa de Voo) fora evacuado. A eliminação do problema de estabilidade foi resolvido apenas em Março de 1942, mas os problemas com os motores continuaram.
Em 1942 ficou claro que faltava recursos na OKB Mikulin para consertar os problemas com o AM-37 e que o TIS precisaria de um novo motor, mas os recursos estavam sendo utilizados nos programas do I-185 e ITP, sendo o programa TIS suspenso. O trabalho não foi retomado até o segundo semestre de 1943, após o I-185 ter sido cancelado e o motor Mikulin AM-39 ter sido selecionado. Um novo protótipo foi construído, denominado internamente de "MA" com um armamento completamente revisado. Dois canhões ShVAK substituíram as metralhadoras ShKAS do nariz e uma metralhadora UBT em um VUB-1 substituiu a ShKAS dorsal, enquanto que a metralhadora ventral fora removida. Dois canhões de 37 mm Shpitalny Sh-37 ou 111P de 45 mm substituíram as armas na raiz da asa. Os motores AM-39 estavam indisponíveis e dois Mikulin AM-38F foram utilizados temporariamente. Os radiadores dos motores foram movidos da nacele para a asa. Eram alimentados por entradas no bordo de ataque e saídas no intradorso da asa.

## Histórico operacional
O "MA" foi testado em voo de Junho a Setembro de 1944 e atingiu seu desempenho esperado. Os motores foram otimizados para baixas altitudes e a aeronave podia atingir uma velocidade máxima de 535 km/h (289 kn) e um teto operacional de 6 600 m (21 700 ft). Tinha, entretanto, uma razão de subida inicial de 13.5 m/s e, com base nos testes de voo, foi concluído que seria capaz de atingir 650 km/h (351 kn) a 7 150 m (23 500 ft) e demoraria 6,4 minutos para alcançar 5 000 m (16 400 ft) uma vez que os motores AM-39 fossem instalados. Uma falha no sistema de freios no dia 29 de Junho danificou o "MA", que demorou um mês para ser reparado, mas pouso de emergência em 16 de Setembro causado pela falha na extensão do trem de pouso provou ser o fim do programa do TIS. A OKB acabou por ser encerrada após a morte de Polikarpov no fim de Junho, sem que ninguém quisesse dar prosseguimento ao TIS.